# Durianella echinulata
Durianella echinulata — вид грибів, що належить до монотипового роду Durianella.